# Zirc
Zirc  este un oraș în districtul Zirc, județul Veszprém, Ungaria, având o populație de 7.085 de locuitori (2011). 

## Demografie
Componența etnică a orașului Zirc
     Maghiari (93,46%)
     Germani (5,44%)
     Necunoscut (0,59%)
     Alții (0,51%)
Componența confesională a orașului Zirc
     Romano-catolici (54,47%)
     Fără religie (6,63%)
     Reformați (5,31%)
     Luterani (1,75%)
     Necunoscută (30,78%)
     Alte religii (2,31%)
Conform recensământului din 2011, orașul Zirc avea 7.085 de locuitori. Din punct de vedere etnic, majoritatea locuitorilor (93,46%) erau maghiari, cu o minoritate de germani (5,44%). Apartenența etnică nu este cunoscută în cazul a 0,59% din locuitori.  Din punct de vedere confesional, majoritatea locuitorilor (54,47%) erau romano-catolici, existând și minorități de persoane fără religie (6,63%), reformați (5,31%) și luterani (1,75%). Pentru 30,78% din locuitori nu este cunoscută apartenența confesională.